# 黑松 (公司)
黑松股份有限公司（簡稱：黑松、黑松集團、黑松公司，臺證所：1234），是臺灣一家知名的飲料生產商，以家族企業的形式由張文杞、張有盛等人創立於1925年。

## 歷史

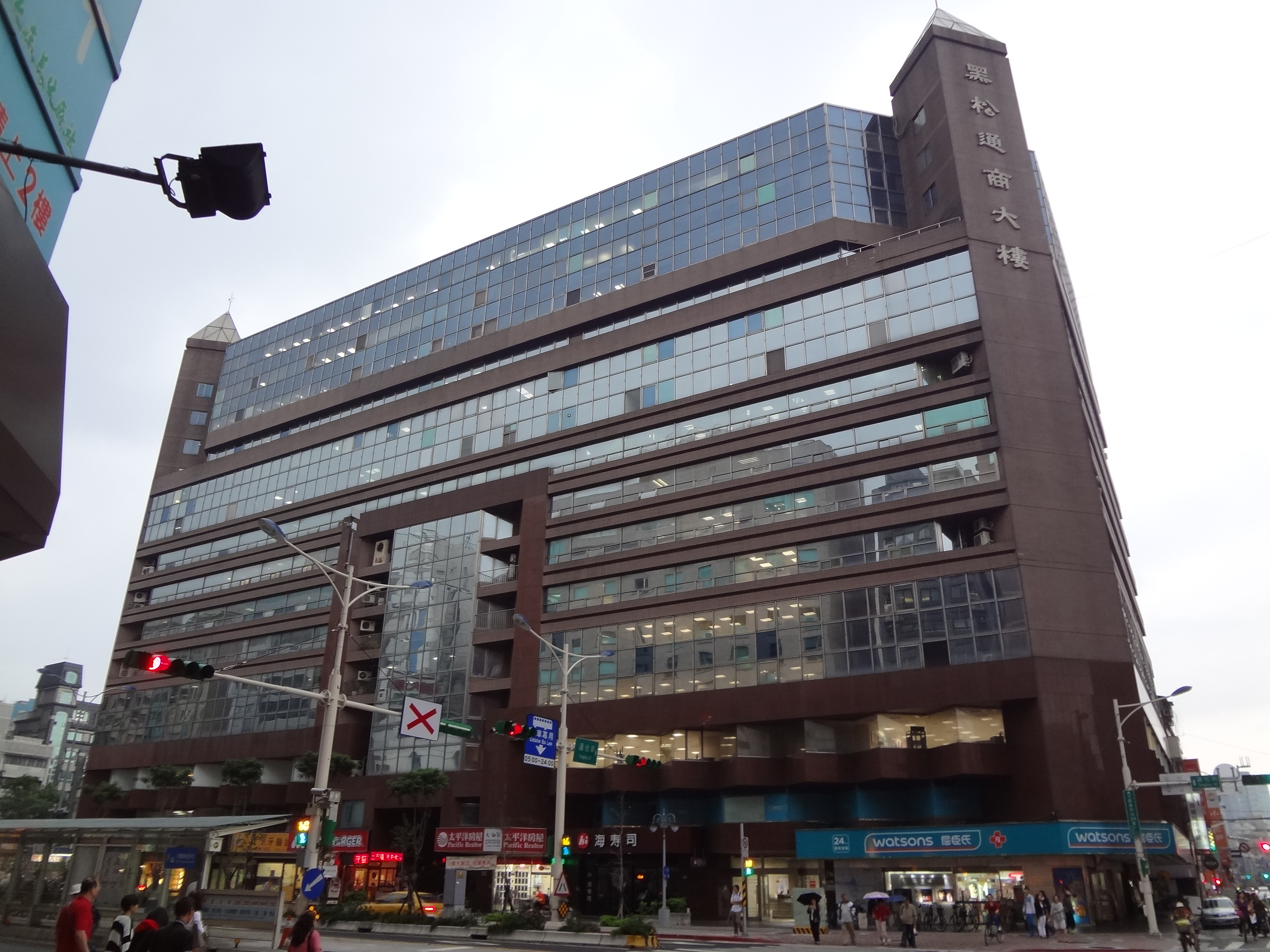
黑松通商大樓

黑松公司創辦人張文杞，在家中排行第三，其父親務農。張文杞曾在菸草工廠擔任機械修理工人，20歲時辭職回家，改而從商，在今臺北市鄭州路附近販賣過木炭及水糕。1924年，張文杞店面附近一間製造彈珠汽水的「尼可尼可商會」（ニコニコラムネ）有意出售，張文杞與其弟張有盛與其他五名堂兄弟合資頂下這間工廠。1925年（大正14年）4月14日，進馨商會成立，工廠設於臺北市長安西路，負責人為張文杞和張有盛。
進馨商會創立時，產品為「富士牌」、「富貴牌」及「三手牌」的彈珠汽水。1931年，黑松汽水上市，進馨商會開始使用「黑松」商標。1936年，進馨商會更名為「進馨飲料合名會社」，「黑松」商標在日本註冊。1937年，位於臺北市中崙的進馨商會臺北廠完工。
1938年，進馨飲料被臺灣總督府強迫併入「臺灣清涼飲料水統制組合」，被編為「第八工廠」，喪失經營自主權。
1946年，日本殖民統治結束，臺灣清涼飲料水統制組合解散。1946年7月26日，進馨飲料恢復營業。1946年12月，進馨飲料改組為「進馨汽水有限公司」。1950年，黑松沙士上市。1958年，進馨汽水開始使用懸掛於各商店門口的黑松琺瑯招牌。1968年，因應可口可樂進入臺灣市場，進馨汽水推出黑松可樂，雖佔可樂市場三成市佔率，但最終因銷售不佳而停售。1976年，為對抗蘋果西打，進馨汽水推出吉利果汽水。
1970年1月1日，因黑松汽水、黑松沙士等品牌頗受歡迎，進馨汽水改組為「黑松飲料股份有限公司」。1981年，黑松飲料更名為「黑松股份有限公司」至今。
1981年，吉利果汽水遭有心人士以此外包裝摻入有害物質，致使不知情的消費者飲用後受到傷害，此事牽連了黑松公司的聲譽，當時警方調查後亦證實此物質並非吉利果汽水所含。1985年，黑松沙士被檢驗出含有可能致癌的黃樟素，嚴重打擊了黑松沙士的銷售。黑松公司雖然快速將黑松沙士下架，並推出黑松沙士新配方，但銷售量及市場佔有率仍受到影響。為挽回市場，黑松公司推出歐香咖啡，聘請葉璦菱擔任廣告代言人。

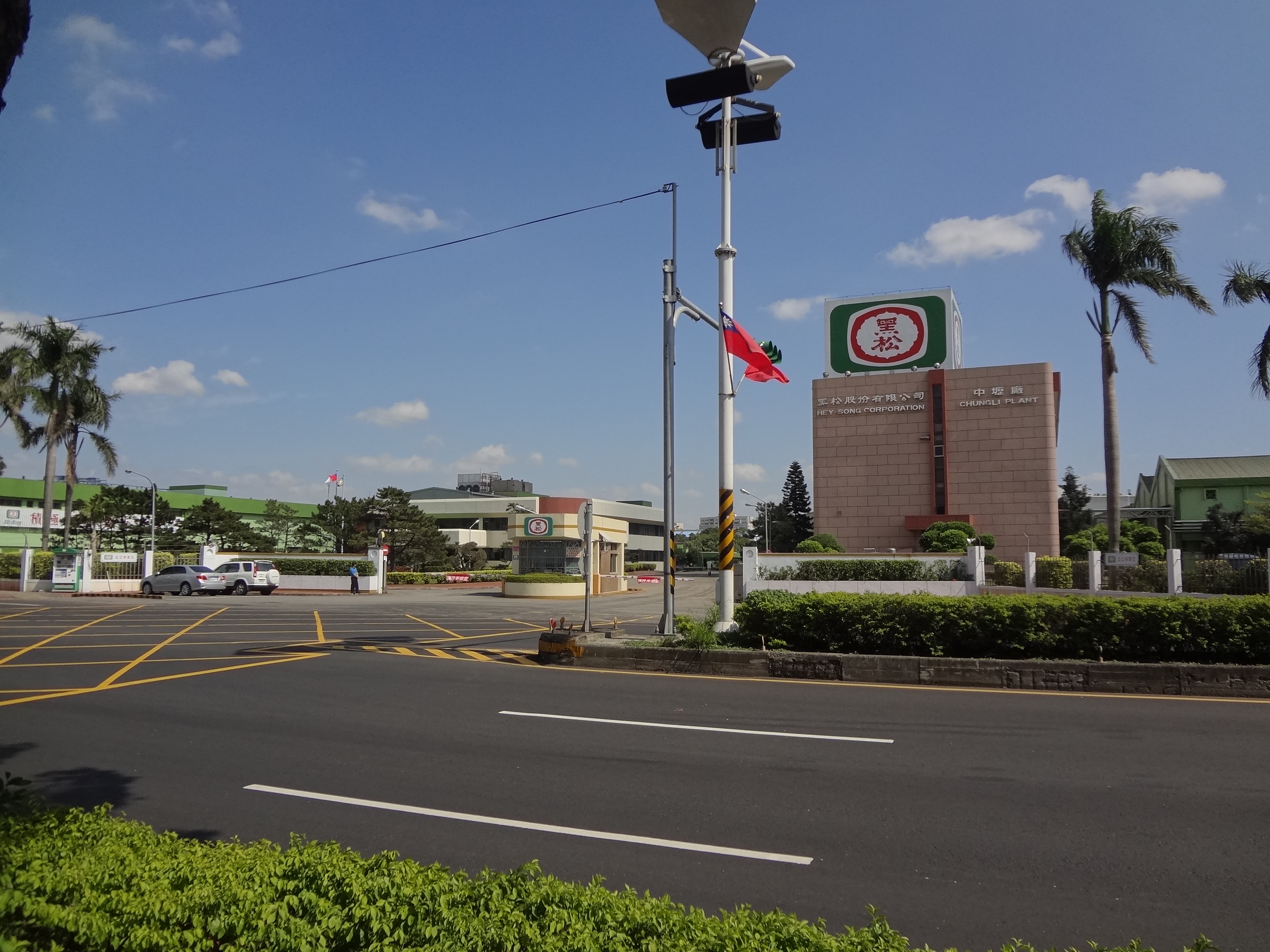
黑松中壢廠

1987年5月，黑松公司總部由臺北廠遷移至臺北市大安區信義路四段「黑松通商大樓」。黑松公司在桃園縣中壢市(桃園市中壢區)中壢工業區及雲林縣斗六市有設廠。
1994年，韋恩咖啡（Wincafe）上市。
1999年3月12日，黑松公司股票上市（臺證所：1234）。此後，黑松公司並擴展到百貨業，利用臺北廠（已廢廠）土地轉型成微風廣場，為臺北市知名百貨公司。
2001年設立「黑松世界」在微風廣場2樓。

## 商標起源
1931年註冊為黑松。標誌中的黑松是日本皇室最愛的「珍貴植物」。早期的黑松標誌，還有紅色八角菱鏡圍繞，更顯貴氣。實物在新竹神社。

## 產品
- 黑松沙士
- 黑松汽水
- 黑松C&C
- FIN補給飲料
- 黑松茶˳尋味
- 黑松茶花
- 韋恩咖啡
- 黑松可樂
- Hi-plus
- 好茶哉
- 黑松茶
- 綠洲果汁
- 黑松果汁
- 黃金麥茶：由台灣第一生化科技代工

## 外部連結
- （繁體中文） 黑松HeySong（页面存档备份，存于）